# 킴벌리 로아이사
킴벌리 로아이사(Kimberly Loaiza, 1997년 12월 12일 ~ )는 멕시코의 SNS 스타, 가수이다. 2016년 유튜브를 통해 활동을 시작했다. 2022년 6월 기준, TikTok 팔로워 수도 전체 계정 중 10위권 내외에 든다. 2020년 데뷔 싱글 "Don’t Be Jealous"를 발매했다.